# ピューソーティー民兵
ピューソーティー民兵（ピューソーティーみんぺい、英語: Pyusawhti militias もしくは Pyu Saw Htee ビルマ語: ပျူစောထီးပြည်သူ့စစ်အဖွဲ့များ ビルマ語発音: [pjù.sɔ́.tʰí pjì.θu̼ sɪʔ.tæʔ.mjá]）は、ミャンマー軍に味方する活動時代の異なる3つの民兵の名称である。
この用語が初めて使われたのは1955年の、ウー・ヌ政権が対反乱作戦の補助部隊として同名の民兵を設立した時である。1958年のクーデター以降、軍は当時の支配政党の地方指導者に従うようになっていた同民兵の解散を試みたが、必ずしも成功したわけではなかった。
2000年代には、ミャンマーのマスメディアはこの用語を以前から存在した軍によって利用される、あまり訓練されていない非正規部隊のネットワークに対し用い始めた。
2021年2月のクーデター後には、ピューソーティーと呼ばれる、村を拠点にする民兵の緩い連合体が出現とした。公式には人民民兵（英語: People's  militias）と呼称される同民兵を結成したのは、民主派武装組織（後に大半が国民防衛隊として組織される）による襲撃を恐れたミャンマー軍支持者や、そのような疑いをかけられた人々であった。ピューソーティー民兵は国民防衛隊やその支持者とみなされた市民への攻撃を行い、ミャンマー軍から援助を受ける一方、ミャンマー軍はピューソーティー民兵を利用して人員不足、現地における地勢への不慣れさや情報の欠如を補っている。現地の専門家は、これらの民兵とミャンマー愛国協会などの極右団体との繋がりを指摘している。本記事では、2021年以降に成立したしたこの民兵集団を中心に解説する。

## 歴史
同団体の名称はミャンマーの伝説上の王であるピューソーティーに由来している。この名称が初めて使われたのはは1955年の、ウー・ヌ政権がミャンマー軍による対反乱作戦における地域防衛目的の民兵を設立した時であった。1958年のクーデター後に軍はこの民兵の解散を試みたが、完全な解体には失敗した。同民兵は当時の支配政党である反ファシスト人民自由連盟により指名された地方指導者の私兵と化しており、1956年及び1960年の選挙の際には農村地域を巡り投票を強制していた。1962年のクーデター後にはネ・ウィンによりカークエーイェー(ビルマ語: ကာကွယ်ရေး) 民兵に置き換えられて消滅した。
2000年代には、「ピューソーティー」という名称はミャンマーのマスメディアによって、軍に味方するほとんど訓練を受けていない非正規部隊のネットワークに対して用いられるようになった。ミャンマーの治安機関はスワンアーシン(စွမ်းအားရှင်, 直訳: 力の名人達)を含む同様のネットワークを2007年ミャンマー反政府デモの際にも使用していた。2021年ミャンマークーデター抗議デモの際にも軍により同様の戦術が用いられたが、強い反発に遭いしばしば抗議者による反撃なども行われたためあまり成果を上げなかった。
2021年ミャンマークーデター後の同国での内戦では、新たに各地で結成されたピューソーティーと呼ばれる民兵集団がしばしばミャンマー軍兵士と共同で戦い、同軍が反軍勢力の存在する地域での支配の強化を助けている。これらの民兵集団は2020年ミャンマー総選挙に先立って形成された、極右仏教徒や軍に近い連邦団結発展党の党員、退役軍人からなるネットワークを母体としている。これらの民兵が結成されたのは、軍事政権の支持者（やそのようにみなされた人々）に対する攻撃のためであった。ピューソーティー民兵はミャンマー警察に、古い武器や鹵獲された狩猟銃などを与えられた。ミャンマー軍ははじめは供与した武器が民主派武装組織の手に渡ることを恐れ、より強力な武器の供与を行わなかった。しかし2024年1月までには、ピューソーティー民兵は軍からアサルトライフルを供与された上、これまで以上の行動の自由を認められた。軍は特に乾燥地帯戦区
（ザガイン地方域やマグウェ地方域といったミャンマー北西部の、ビルマ族が多数を占める地域）において同民兵を増援や情報収集、現地の地理の知識の獲得に活用している。現地の専門家は、これらの民兵のミャンマー愛国協会などの極右団体との繋がりを指摘している。

## 地域共同体への影響

### 共同体間の抗争の激化
ピューソーティー民兵は国民防衛隊などの反軍勢力の構成員を攻撃し、またミャンマー軍による残虐な行為にも参加している。このような行為は反軍勢力からの攻撃の応酬を招き、双方が互いの支持者とみなす民間人を攻撃する事態になっている。
ピューソーティー民兵の存在する村は周りの村から社会的に孤立しており、また国民防衛隊により食料や燃料などの必需品の供給を絶たれている。

### 強制的徴兵
同民兵は現地住民を強制的に徴兵している疑いがかけられている。現地住民の証言によれば、ピューソーティー民兵及びミャンマー軍兵士は、同民兵に参加しないなら食料や水の供給の寸断、家屋の没収を行うとして脅したという。